# Graham Johnson
Graham Johnson (Bulawayo (Rhodesië), 10 juli 1950) is een Brits pianist, liedbegeleider en kenner van en publicist over het werk van liedcomponisten als Franz Schubert, Robert Schumann en Johannes Brahms.

## Leven en werk
Johnson was de zoon van een vader die piano en saxofoon speelde. Hij ging in 1967 naar de Royal Academy of Music om piano te studeren. In 1972 studeerde hij en vervolgde zijn studies bij Gerald Moore en Geoffrey Parsons.
In 1972 woonde hij een recital bij met Peter Pears en Benjamin Britten. Dat werd het begin van zijn eigen interesse in liedbegeleiding. In 1976 richtte hij The Songmakers' Almanac op, met het doel om onbekende liederen naar boven te halen en publiek te maken. Dit gebeurde met zangers die ook aan de wieg stonden van deze 'almanac', zoals Anthony Rolfe Johnson en Richard Jackson. Hetzelfde gold voor Felicity Lott en Ann Murray, met wie hij in 1990 Sweet Power of Song uitgaf. 
Bekend werd hij vooral door zijn samenwerking met het muzieklabel Hyperion. Hij bracht daarop de reeksen met complete liederen van Schubert en Schumann uit. Een andere serie is gewijd aan het Franse lied, van onder anderen Gabriel Fauré.
Hij is docent liedbegeleiding aan de Guildhall School of Music and Drama.